# Бадалян, Манвел Эдуардович
Манве́л Эдуардович Бадаля́н (арм. Մանվել  Բադալյան, 1 апреля 1961, Арцваберд, Шамшадинский район, Армянская ССР, СССР) — армянский государственный деятель. Председатель Совета государственной службы Республики Армении (2002—2018). Член Комиссии по защите конкуренции (2023).

## Биография
- 1983—1988 — экономический факультет Армянского сельскохозяйственного института. Экономист. Награждён медалью «Анании Ширакаци».
- 1979—1981 — служил в советской армии.
- 1982—1983 — рабочий в Абовянском парниковом хозяйстве.
- С 1988 — экономист в селе Арцваберд Тавушского района.
- 1988—1990 — был секретарём комсомольской организации Армянского сельскохозяйственного института.
- 1990—1999 — преподаватель Армянского сельскохозяйственного института.
- 1998—1999 — был членом политического совета при президенте Армении.
- 1999—2002 — депутат парламента. Член постоянной комиссии по государственно-правовым вопросам. Беспартийный.
- С января 2002—2018 — председатель совета гражданской службы Армении.
- С декабря 2023 — член Комиссии по защите конкуренции.